# 백의민족

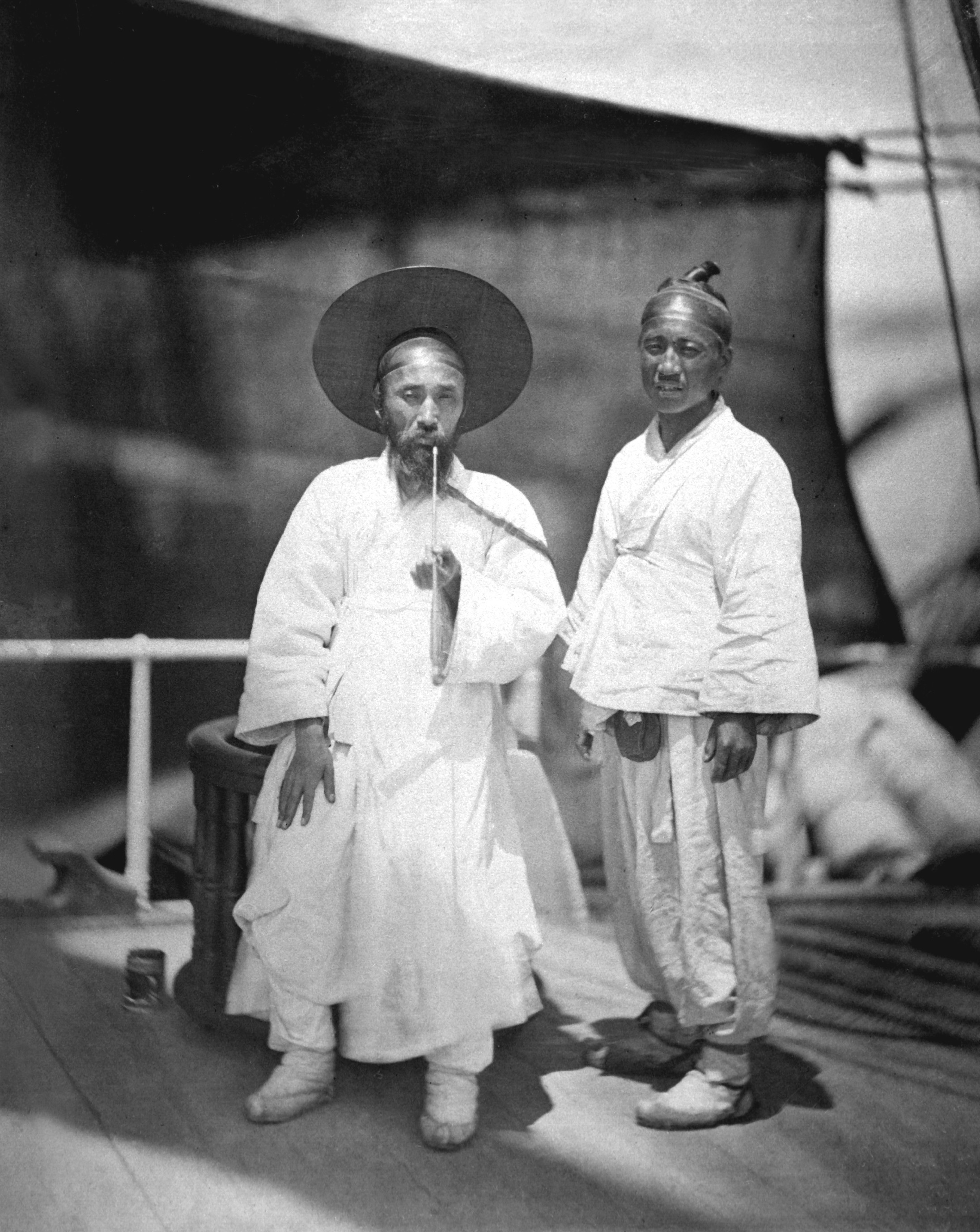
신미양요 당시 하얀 한복을 입은 조선인

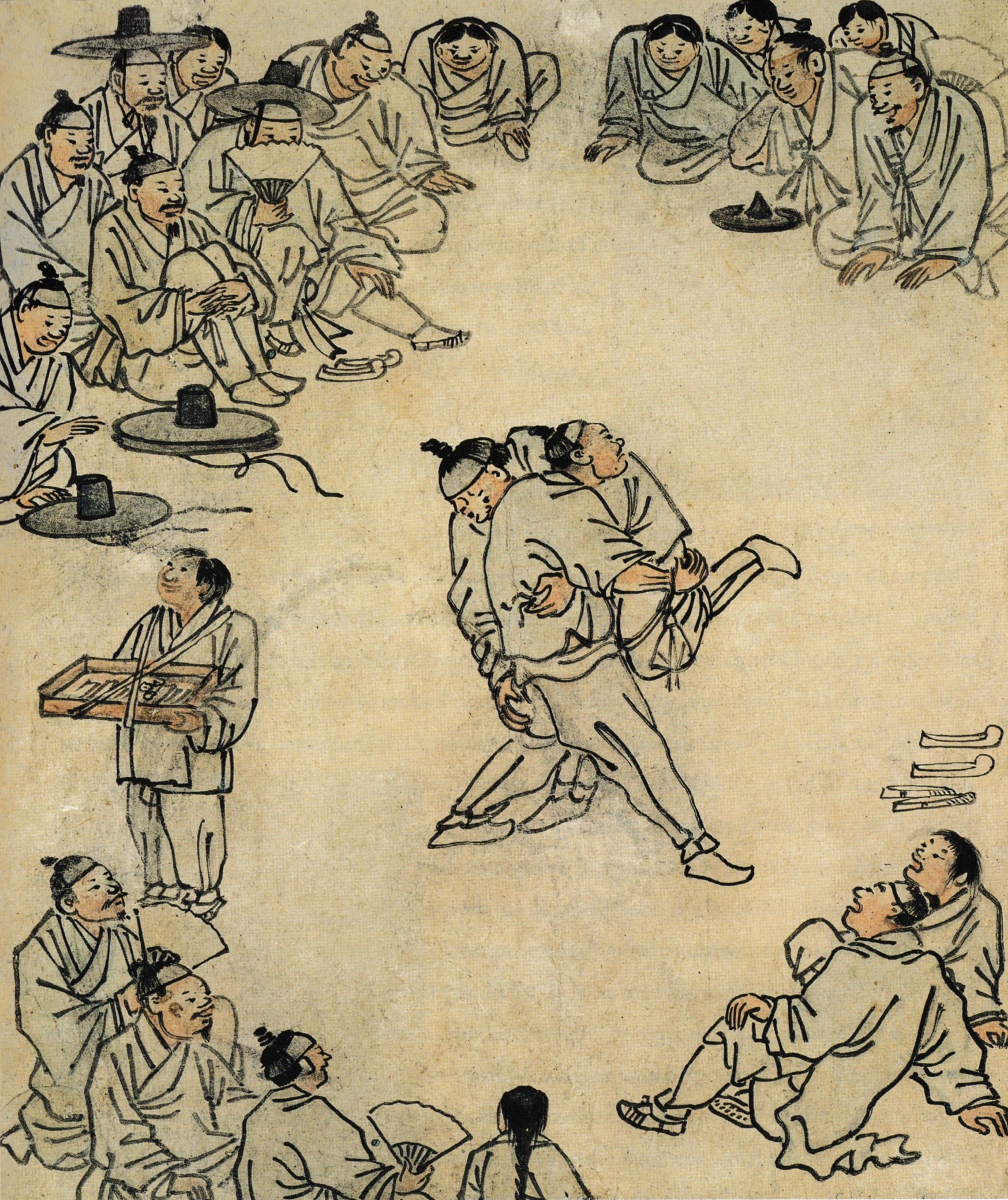
흰 옷 을 입고 씨름 하는 조선인들의 그림, 김홍도 (1780년경)

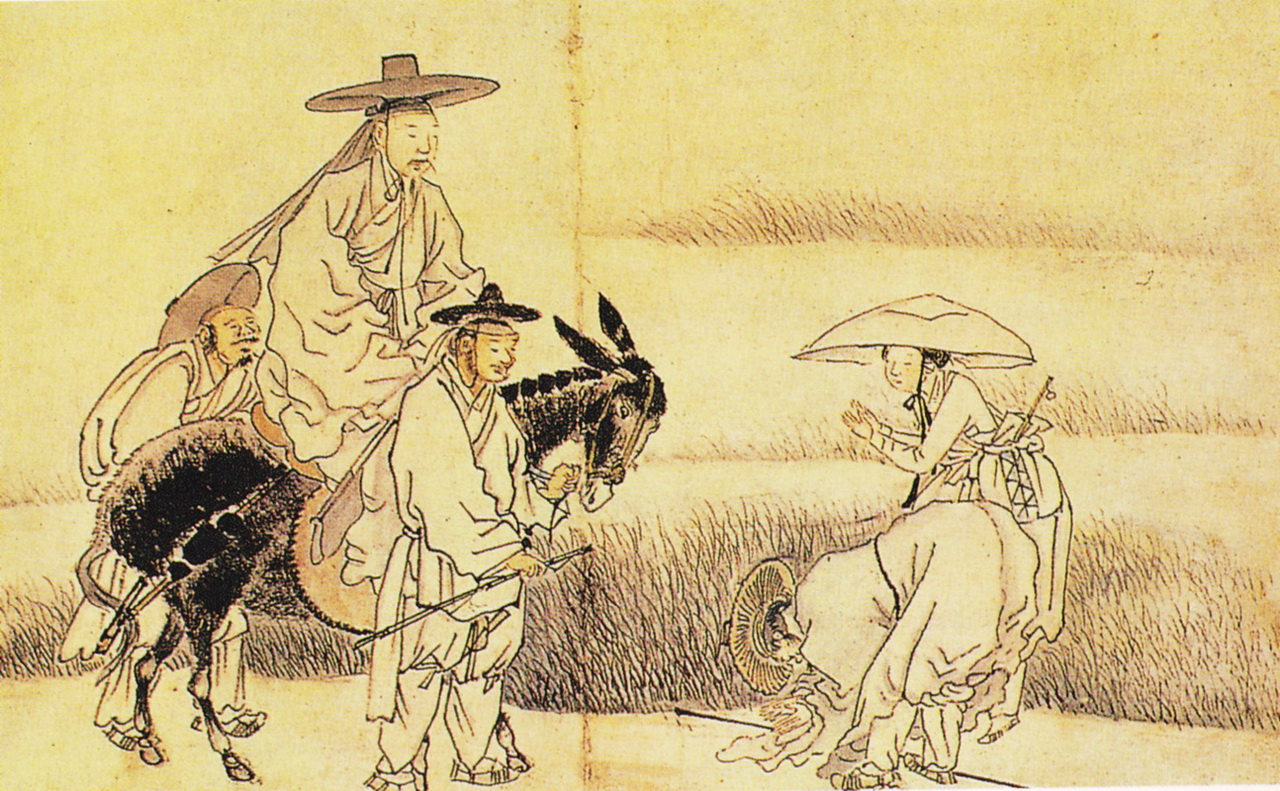
흰옷을 입고 말을 탄 양반에게 공경을 표하는 조선 농민의 그림(1815)

백의민족(白衣民族)은 한국인들이 흰옷을 주로 입으며 활동한 것에서 유래된 한민족의 별칭이다.
한국에 도착한 오페르트는 그의 저서 《조선기행》에서 “옷감 빛깔은 남자나 여자나 다 희다.”고 적었으며, 최남선이 지은 《조선상식문답》에서는 “조선 민족이 백의를 숭상함은 아득한 옛날로부터 그러한 것으로서 수천년 전의 부여 사람과 그뒤 신라와 고려, 그리고 조선의 역대 왕조에서도 한결같이 흰옷을 입었다.”라는 내용과 야나기 무네요시는 “중국, 특히 일본에서는 드레스에 다양한 색상을 사용하고 있는데, 이웃 나라인 조선 에는 그런 경향이 없다. 그들은 색깔은 입지 않고 흰색만 입는다. 색깔을 써도 거의 무색에 가까운 옥이다. 남녀노소를 불문하고 모두가 흰색 옷을 입는 이유는 무엇일까? 세상에는 많은 나라와 민족이 있지만 조선과 같은 것은 없다.”라는 글을 남겼다.
이러한 기록들은 고대에서도 찾아볼 수 있으며, 중국《삼국지》 위서 동이전에서는 “부여에서는 흰색 옷을 중시하므로 소매가 넓은 도포와 흰색 리넨으로 만든 바지, 가죽신을 신는다.”라는 기록과 고구려, 신라, 고려에서도 관련 기록을 찾아볼 수 있어 흰 색 옷을 즐겨 입는 한민족의 전통은 매우 오래되었을 것으로 추정된다.

## 같이 보기
- 한국의 의상 목록